# Перейми

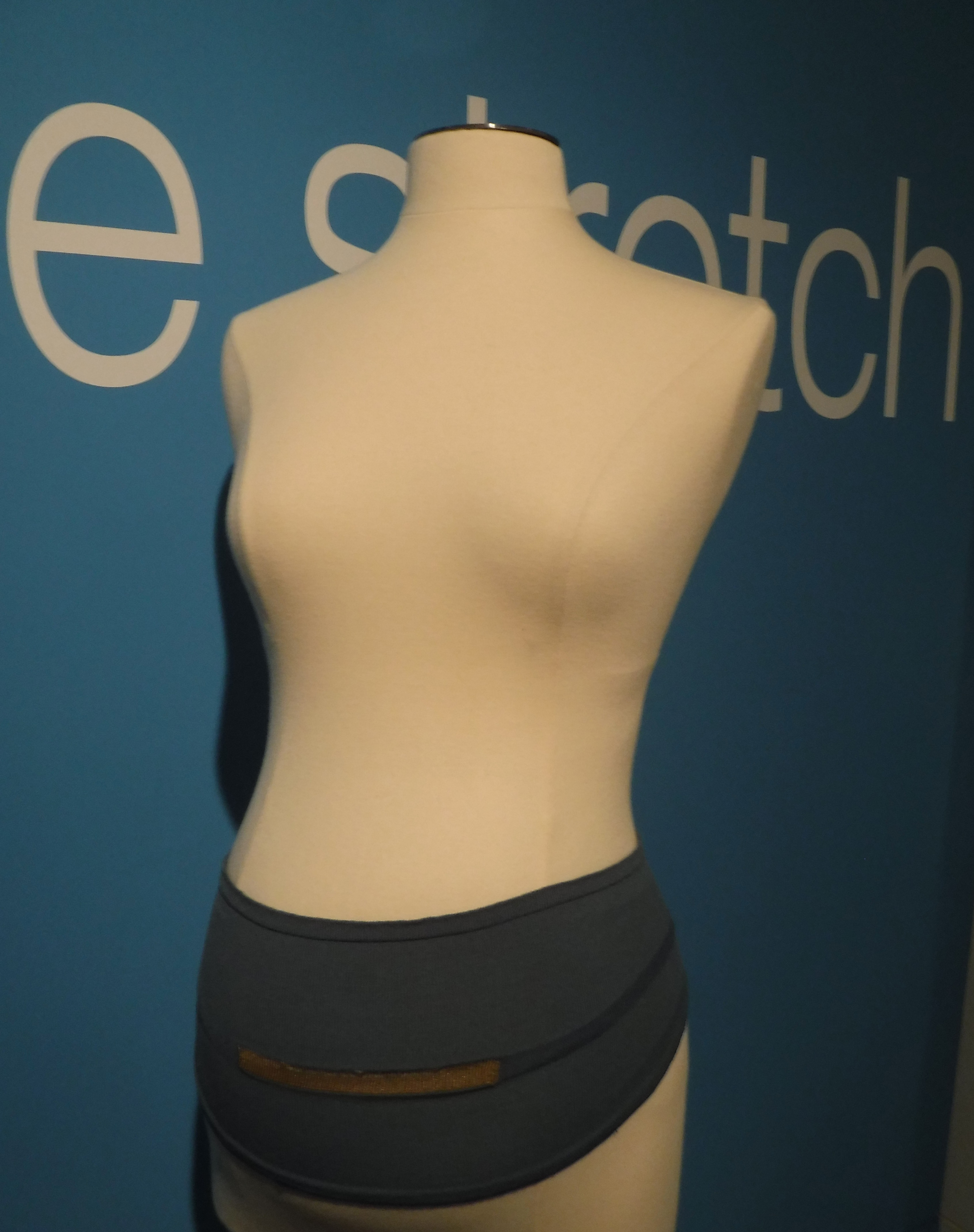
Трикотажний пояс з провідною ниткою та RFID-чипом для контролю переймів

Пере́йми, скорочення матки (англ. Uterine contraction) — мимовільні скорочення матки під час вагітності, що передують пологовим потугам з виштовхування плоду. У середньому тривають 12 годин у жінок, які народжують вперше, і 8-10 годин при повторних пологах.

## Фізіологія
Перед пологами відбуваються певні зміни в м'язовому апараті матки, котра на різних термінах вагітності виконує різні функції: вміщує плід, у ній створюються умови для нідації плодового яйця, його розвитку, розвитку плаценти, через яку відбувається газообмін і обмін речовин між плодом і вагітною. Під час пологів — матка забезпечує вигнання плоду за рахунок періодичних скорочень (переймів) її м'язів, а в ранньому післяпологовому періоді — матка спазмується для запобігання кровотечі із відкритих артерій після відділення плаценти.
У зв'язку з різними вимогами до м'язового апарату матки під час вагітності в клітинах м'язів матки (міоцитах) дуже мало актоміозину — скорочувального білка. Перед пологами, приблизно за добу до них, під впливом гормонів починається бурхливий синтез актоміозину в міоцитах, причому з просторовою орієнтацією міофіламентів так, щоб при скороченні міоцитів їхній момент сили збігався та складався. При порушенні синтезу актоміозину та його просторової орієнтації під час пологів виникають ускладнення — слабкість і дискординація пологових сил.
Незадовго до початку пологів плацента і гіпофіз плоду починають виробляти специфічні речовини (зокрема простагландини і окситоцин), що викликають періодичні скорочення м'язів матки тривалістю 5-10 секунд. Спочатку інтервали між переймами становлять близько півгодини (іноді й більше), поступово їхня частота, інтенсивність і тривалість наростають. Останні перейми відбуваються з інтервалом 5-7 хвилин і переходять у потуги.

## Характер переймів і розкриття шийки матки
Всі дані приблизні і можуть змінюватись у кожної породіллі.
| Фаза переймів                        | Тривалість фази | Тривалість переймів | Проміжок між переймами | Розкриття шийки матки |
| ------------------------------------ | --------------- | ------------------- | ---------------------- | --------------------- |
| Початкова (прихована, латентна) фаза | 7-8 годин       | 30-45 секунд        | 4-5 хвилин             | 0-3 см                |
| Активна фаза                         | 3-5 годин       | 60 секунд           | 2-4 хвилини            | 3-7 см                |
| Перехідна фаза (фаза уповільнення)   | 0,5-1,5 години  | 70-90 секунд        | 0,5-1 хвилина          | 7-10 см               |